# Selección de rugby de China Taipéi
La selección de rugby de China Taipéi es el equipo representativo de la República de China en torneos internacionales. Está regulado por la Chinese Taipei Rugby Football Union.

## Palmarés
- Asia Rugby Championship Division 2 (2): 2011, 2018

## Participación en copas
| - no ha clasificado - Asian Rugby Championship 1969: ? - Asian Rugby Championship 1970: no participó - Asian Rugby Championship 1972: no participó - Asian Rugby Championship 1974: no participó - Asian Rugby Championship 1976: 3º puesto - Asian Rugby Championship 1978: no participó - Asian Rugby Championship 1980: 4º puesto - Asian Rugby Championship 1982: 3º en el grupo - Asian Rugby Championship 1984: 3º puesto - Asian Rugby Championship 1986: 4º puesto - Asian Rugby Championship 1988: 4º puesto - Asian Rugby Championship 1990: 3º en el grupo - Asian Rugby Championship 1992: 4º puesto - Asian Rugby Championship 1994: 4º puesto - Asian Rugby Championship 1996: 4º puesto - Asian Rugby Championship 1998: 4º puesto (último) - Asian Rugby Championship 2000: 3º puesto - Asian Rugby Championship 2002: 4º puesto (último) - Asian Rugby Championship 2004: 4º puesto (último) | - ARC Division 2 2006: 4º puesto - Asian 5 Nations Division 1 2008: 2º puesto - Asian 5 Nations Division 1 2009: 2º puesto - Asian 5 Nations Division 1 2010: 4º puesto (último) - Asian 5 Nations Division 1 2012: 3º puesto - Asian 5 Nations Division 1 2013: 3º puesto - Asian 5 Nations Division 1 2014: semifinalista - Asian 5 Nations Division 2 2011: Campeón invicto - ARC Division 2 2015: 3º puesto - ARC Division 2 2016: no participó - ARC Division 2 2017: 3º puesto - ARC Division 2 2018: Campeón invicto - ARC Division 1 2019: 4º puesto (último) - Juegos Asiáticos 1998: 3° puesto - Juegos Asiáticos 2002: 3° puesto |